# مرتفع جوي

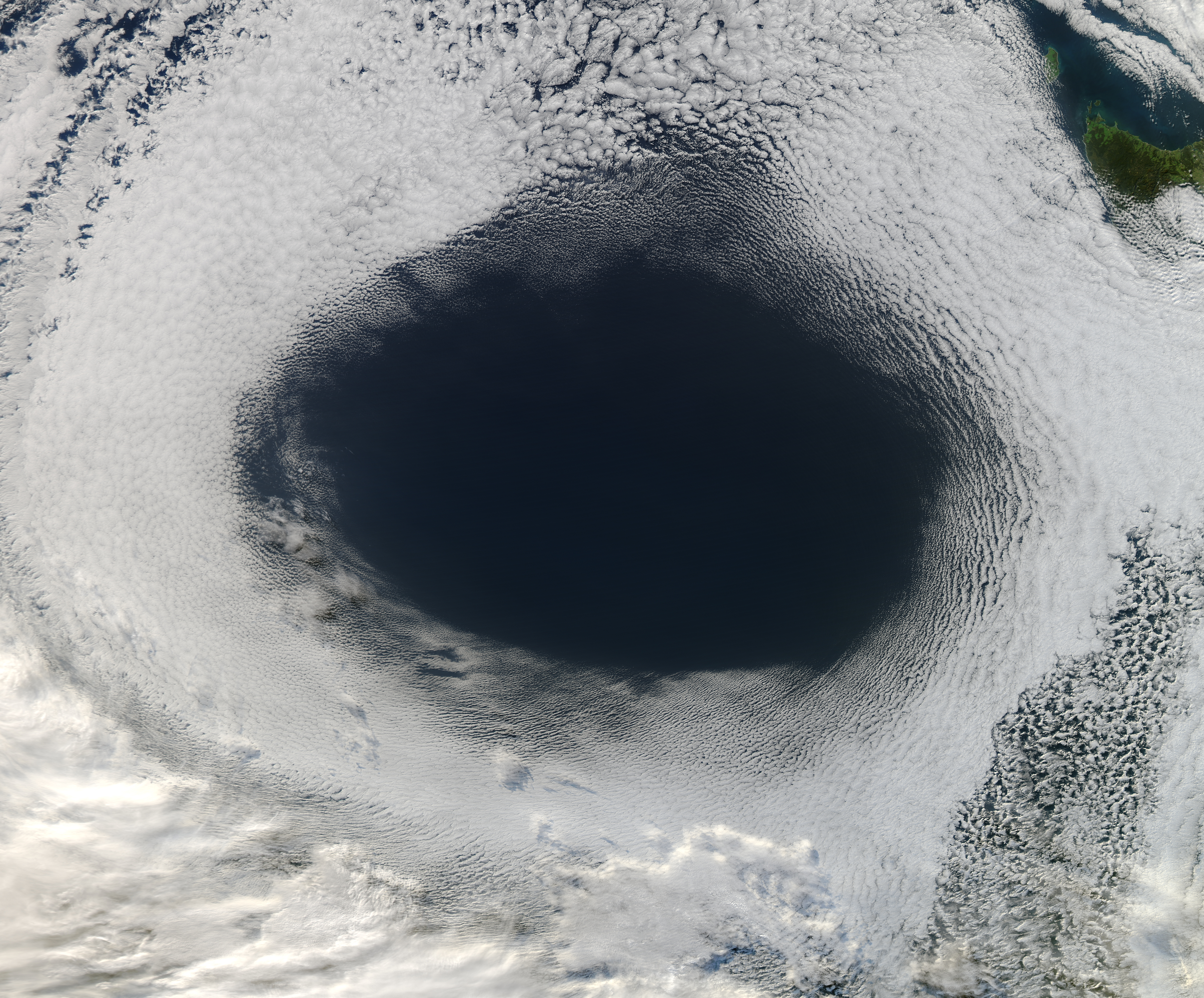

مرتفع جوي هو منطقة مغلقة بخطوط الضغط المتساوية حيث تكون أكبر قيمة للضغط الجوي في المركز وتقل كلما ابتعدنا عن المركز، اتجاه الرياح حول المرتفع الجوي مع عقارب الساعة في نصف الكرة الشمالي والعكس في نصف الكرة الجنوبي. عادة يكون الطقس المصاحب للمرتفع الجوي صافيا وأحيانا تظهر بعض السحب, لا يحدث هطول، هبوب الرياح حول المرتفع الجوي في نصف الكرة الشمالي مع عقارب الساعة، درجة الحرارة تعتمد على الموقع المراد التنبؤ به بالنسبة مركز المرتفع فإذا كانت الرياح المصاحبة للمرتفع قادمة من الشمال شمال الشرقي فهذا يؤدي إلى هبوب رياح ذات درجات حرارة أبرد، أما إذا كان موقع المرتفع الجوي بحيث يؤدي إلى هبوب رياح جنوبية أو جنوبية غربية أو جنوبية شرقية على المنطقة المراد التنبؤ لها فان ذلك يؤدي إلى ارتفاع على درجات الحرارة. المرتفع الجوي ليس بالضرورة أن يؤدي إلى ارتفاع على درجات الحرارة، المهم من أين مصدر ومسار الرياح التي تهب، وأن المرتفع الجوي هو ارتفاع في قيم الضغط وليس ارتفاع على درجات الحرارة.